# Sclerochiton vogelii
Sclerochiton vogelii är en akantusväxtart. Sclerochiton vogelii ingår i släktet Sclerochiton och familjen akantusväxter.

## Underarter
Arten delas in i följande underarter:
- S. v. congolanus
- S. v. holstii
- S. v. vogelii